# Mladý Smolivec
Mladý Smolivec település Csehországban, a Dél-plzeňi járásban. Mladý Smolivec Kasejovice, Čížkov, Předmíř és Hvožďany településekkel határos. Lakosainak száma 672 fő (2024. január 1.).

## Népesség
A település lakosságának változását az alábbi diagram mutatja:
| Lakosok száma | 2416 | 2338 | 2034 | 1241 | 958  | 760  | 704  | 710  | 680  | 672  |
|               | 1869 | 1890 | 1921 | 1950 | 1980 | 2001 | 2017 | 2019 | 2022 | 2024 |